# Parupeneus barberinoides
Parupeneus barberinoides és una espècie de peix de la família dels múl·lids i de l'ordre dels perciformes.

## Morfologia
Els mascles poden assolir els 30 cm de longitud total.

## Distribució geogràfica
Es troba al Pacífic occidental: des de les Moluques i les Filipines fins a Samoa Occidental, les Illes Ryukyu, Nova Caledònia, Tonga, Palau, les Carolines i les Illes Marshall.